# Mimostrangalia fluvialis
Mimostrangalia fluvialis är en skalbaggsart som först beskrevs av J. Linsley Gressitt och Yves Rondon 1970.  Mimostrangalia fluvialis ingår i släktet Mimostrangalia och familjen långhorningar.
Artens utbredningsområde är Laos. Inga underarter finns listade i Catalogue of Life.